# René Rakier
René Alphons Rakier (Den Haag 29 augustus 1936) is een Nederlands organist, pianist, componist en muziekhistoricus.

## Levensloop
Hij is zoon van Simon Rakier en Anthonie Drobny. Rakier studeerde in zijn geboortestad aan het Koninklijk Conservatorium piano, orgel en koordirectie. Hij behaalde zowel voor piano als orgel de Prix d' Excellence. Hij verwierf in 1957 ook de Prijs van de Vriendenkrans van het Concertgebouw. In 1964 verwierf hij de vierde prijs in het eerste internationaal orgelconcours dat in Brugge plaatsvond in het kader van het Festival Musica Antiqua.
Met de violist en musicoloog Willem Noske (1918-1995) deed Rakier onderzoek naar Nederlandse muziek uit de periode 1840–1930. Een van de grote ontdekkingen was de vioolsonate van Gerrit Jan van Eijken.  Uit de samenwerking met Noske vloeide ook zelfstandig historisch onderzoek voort, zich uitend in studieopdrachten van de Johan Wagenaarstichting aangaande de componist Gustaaf Adolf Heinze (1821–1904) en de componist-pianist Dirk Schäfer (1873–1931). Voorts maakte hij in 1992 het destijds alleen maar in kladschriften teruggevonden Requiem van de componist Daniël de Lange (1841–1918) gereed voor uitgave. De cd-opname van het Nederlands Kamerkoor van dit Requiem werd met een Edison bekroond.
Bob van der Ent en René Rakier hebben samen ook speurwerk verricht naar onbekend werk van Nederlandse, Scandinavische en Tsjechische componisten uit de 18e en 19e eeuw. Ook treden de jonge violist en de oudere pianist vaak samen op.
Rakier maakte zijn debuut in o.a. Wigmore Hall in Londen en in de Verenigde Staten. Hij soleerde met diverse Nederlandse orkesten zoals het Residentie Orkest, het Noordhollands Philharmonisch Orkest, het Radio Philharmonisch Orkest, en werkte samen met dirigenten als Hans Vonk en Ferdinand Leitner. Hij treedt met wisselende frequentie zowel op piano als orgel solistisch, begeleidend en met kamermuziekensembles op. 
Hij is ook actief als componist. Hij schreef onder andere twee strijkkwartetten, twee pianosonates, 24 preludes en fuga's voor piano, een sonate voor hoorn en piano en enkele orgel- en koorwerken.